# Claude Desama
Claude J.-M.J. Desama (ur. 9 października 1942 w Ensival w Verviers) – belgijski i waloński polityk, nauczyciel akademicki i samorządowiec, deputowany do Parlamentu Europejskiego II, III, IV i V kadencji.

## Życiorys
Z wykształcenia doktor filozofii i literatury. Zawodowo przez wiele lat związany z Université de Liège, na którym wykładał historię ekonomiczną i społeczną, dochodząc do stanowiska profesorskiego. W 2008 przeszedł na emeryturę.
W latach 1988–2001 sprawował mandat posła do Parlamentu Europejskiego II, III, IV i V kadencji, reprezentując walońską Partię Socjalistyczną. Należał do grupy socjalistycznej (w tym w latach 1998–2001 jako jej wiceprzewodniczący). Pełnił m.in. funkcję wiceprzewodniczącego Komisji ds. Badań Naukowych, Rozwoju Technicznego i Energii (1992–1994).
Z zasiadania w PE zrezygnował w 2001, objął w tym samym roku urząd burmistrza Verviers, który sprawował do 2012.